# Prowincja Tây Ninh
Tây Ninh wymowaⓘ – prowincja Wietnamu, znajdująca się w południowej części kraju, w Regionie Południowo-Wschodnim. Na północy i zachodzie prowincja graniczy z Kambodżą.

## Podział administracyjny
W skład prowincji Tây Ninh wchodzi osiem dystryktów oraz jedno miasto.
- Miasta:

1. Tây Ninh

- Dystrykty:

1. Bến Cầu
2. Châu Thành
3. Dương Minh Châu
4. Gò Dầu
5. Hòa Thành
6. Tân Biên
7. Tân Châu
8. Trảng Bàng